# Partido Liberal Nacionalista (Venezuela)
El Partido Liberal Nacionalista fue un partido político venezolano fundado en 1896 por Alejandro Urbaneja, David Lobo, Nicomedes Zouloaga y Odoardo León Ponte. El partido postuló al general José Manuel Hernández (El "Mocho Hernández"), como candidato a la Presidencia de la República en las elecciones presidenciales de 1897, El partido pierde dichas elecciones debido a una maniobra electoral del presidente Joaquín Crespo.

## Historia

### Antecedentes
En 1888, se funda la "Unión Democrática" encabezada por Alejandro Urbaneja y David Lobo como instrumento para proponer reformas políticas en oposición a la dictadura de Antonio Guzmán Blanco, entre las propuestas más destacadas encontramos la instauración del sufragio femenino. La "Unión Democrática" contó con el periódico El Partido Democrático como principal difusor de su mensaje ideológico. Sin embargo este proyecto terminó siendo un fracaso por lo que la Unión Democrática se disuelve en 1890.

### Fundación
En 1896, Alejandro Urbaneja, David Lobo, Nicomedes Zouloaga y Odoardo León Ponte fundan el Partido Liberal Nacionalista de ideología ultraliberalista con el propósito de volver a proponer las reformas planteados en 1888 y de concurrir a las elecciones presidenciales de 1897. En esta nueva agrupación política participarían también exmiembros del disuelto Partido Republicano Liberal como Agustín Aveledo.
Esta agrupación pudo surgir a raíz del clima de apertura y libertad políticas fomentado por el presidente Joaquín Crespo en vista del proceso electoral de 1897. En el partido convergían muchos opositores del Liberalismo Amarillo, tanto los llamados godos o conservadores, como una parte de la intelectualidad “científica, liberal, positivista y modernista”, aspirantes a construir partidos doctrinarios y a deslastrar de personalismos a la política nacional.

### Elecciones presidenciales de 1897
Para las elecciones de 1897 Alejandro Urbaneja, se dio cuenta de la necesidad de poner a la cabeza del movimiento a una figura con bastante renombre popular para poder luchar contra el liberalismo Amarillo. Se deciden entonces por postular al general José Manuel Hernández. Hernández había presenciado las campañas electorales norteamericanas por lo que el Partido Liberal Nacionalista inició campañas electorales modernas y puso en práctica los mítines públicos y las giras por la provincia.
El partido fue una suerte de frente nacional amplio que agrupó a los sectores de oposición a la maquinaria política del liberalismo crespista. Su popularidad se basó tanto su programa, que ofreció rescatar del poder municipal, el sufragio proporcional directo y secreto, la autonomía de los estados la promoción de la inmigración, el respeto de los derechos de la iglesia, la supresión de gravámenes sobre las exportaciones y la abolición de la recluta, como en la personalidad de su candidato. Debido al enorme apoyo de José Manuel Hernández, el día de las elecciones el presidente Joaquín Crespo manda ocupar las mesas de votación e impone a su candidato Ignacio Andrade.

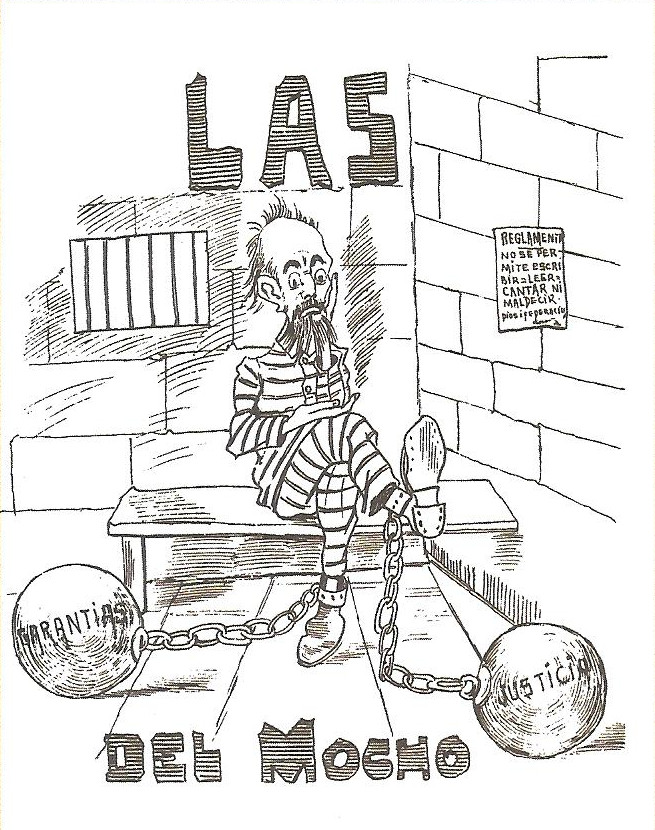
Caricatura del Mocho Hernández encarcelado.

Poco después El "Mocho Hernandez inicia la fallida Revolución de Queipa. en junio es capturado por el general Ramón Guerra y llevado a la cárcel de La Rotunda. El Partido Liberal Nacionalista apoya al gobierno de Ignacio Andrade en contra de la rebelión de Ramón Guerra a cambio de lograr la liberación de José Manuel Hernándezla cual finalmente se efectua. Ese mismo año se crea el diario El Liberal Nacionalista, dirigido por Rafael Castillo Chapellín, en cuyo primer número manifestaba el descontento mayoritario de la población con la sentencia: “Hemos perdido la fe en nuestros hombres públicos”.

### Últimos años
Después de la Revolución Liberal Restauradora de Cipriano Castro 2 miembros del partido se unen al nuevo gabinete ejecutivo, sin embargo un sector del partido liderado por José Manuel Hernández se opone a la alianza y se levanta en armas aunque es derrotado.  Sin embargo la dictadura de Cipriano Castro tolera la existencia del Partido Liberal Nacionalista. Luego del Golpe de Estado en Venezuela de 1908, Juan Vicente Gómez forma una alianza con el partido y nombra al Mocho Hernandez ministro de fomento, pero este nuevamente se subleva, por lo que es capturado y apresado. El partido sin líder inmediato, sin ideólogo, derrotado militarmente y sin posibilidad de ascender por vías democráticas al poder terminaría por disolverse en 1913.